# Nguyễn Anh Quân
Nguyễn Anh Quân (sinh năm 1974 tại Hà Nội) là một nam diễn viên sân khấu Việt Nam hoạt động vào cuối thập niên 90. Anh là diễn viên của đoàn kịch Nhà hát Tuổi trẻ. Anh chuyên  vào các vai phản diện. Quân tham gia hai phim truyền hình vào năm 2000 là Kẻ không cầu may và Một người chiếu bóng và đều là vai phản diện.
Anh Quân hiện đã chuyển sang lĩnh vực kinh doanh.

## Các phim tham gia
- Sống mãi với thủ đô (1996) vai Vũ Minh
- Kẻ không cầu may (2000) vai Đức[1][2]
- Một người chiếu bóng (2000)[3]